# Венкшиці
Венкшиці (пол. Większyce) — село в Польщі, у гміні Ренська Весь Кендзежинсько-Козельського повіту Опольського воєводства.
Населення — 937 осіб (2011).

## Демографія
Демографічна структура станом на 31 березня 2011 року:
|          | Загалом | Допрацездатний вік | Працездатний вік | Постпрацездатний вік |
| -------- | ------- | ------------------ | ---------------- | -------------------- |
| Чоловіки | 424     | 67                 | 312              | 45                   |
| Жінки    | 513     | 67                 | 350              | 96                   |
| Разом    | 937     | 134                | 662              | 141                  |